# Episcopio (Sorrento)
L'episcopio di Sorrento è un palazzo ubicato a Sorrento, utilizzato fino al 2000 come appartamento dei vescovi dell'arcidiocesi di Sorrento e successivamente di quella di Sorrento-Castellammare di Stabia.

## Storia
Un primitivo palazzo episcopale venne edificato già dalla fondazione della diocesi di Sorrento, nel V secolo, nei pressi della cattedrale, nel centro storico del paese. Tuttavia a seguito dell'invasione di Sorrento da parte dei Turchi nel 1558, così come il resto della cittadina, anche il palazzo venne in buona parte distrutto: sotto Giulio Pavesi, che era diventato vescovo della diocesi sorrentina da appena un mese prima dell'invasione, a sue spese, se ne decise la costruzione di uno nuovo. Nella prima metà del XIX secolo, con l'arcivescovo Vincenzo Calà, si ebbero lavori di restauro e ampliamento, che portarono tra l'altro alla costruzione della cappella palatina.
Altri lavori, che diedero all'edificio il suo aspetto definitivo, si ebbero nella metà del XX secolo sotto l'arcivescovo Carlo Serena. Con l'unione dell'arcidiocesi di Sorrento con quella di Castellammare di Stabia nel 1989, il palazzo ospitò l'appartamento del vescovo della neonata diocesi di Sorrento-Castellammare di Stabia: il vescovo ha dimorato nel palazzo fino al 2000. Nel 2017 l'appartamento storico è stato aperto al pubblico come percorso espositivo.

## Descrizione
Il palazzo si presenta a due piani: l'accesso è posto all'interno della corte della cattedrale di Sorrento. Superato il portone d'ingresso in legno, si accede allo scalone, lungo il quale sono esposti alcuni reperti in marmo, tra cui dei capitelli e altorilievi, provenienti dall'antica cattedrale di Sorrento, e una statua in stucco raffigurante Sant'Antonino, opera di Tommaso Solari, utilizzata come modello per la realizzazione di una statua in marmo posta in piazza sant'Antonino a Sorrento: lo scalone conduce al primo piano dove è situato l'appartamento storico e al piano superiore dove sono gli uffici della curia.

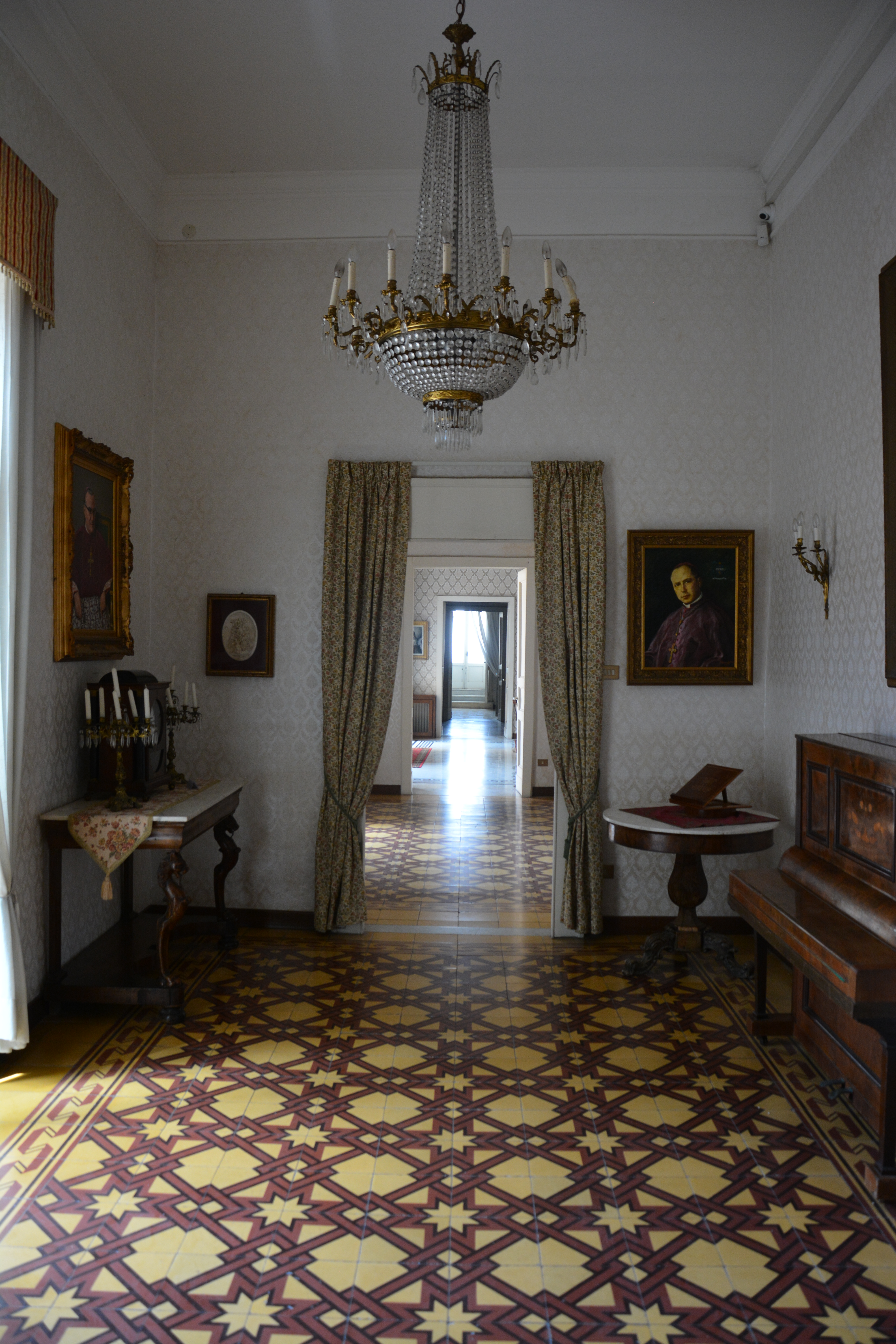
L'interno dell'episcopio

All'ingresso dell'appartamento storico è posta una tavola di Francesco De Sanctis, raffigurante San Giovanni Evangelista, del 1606, proveniente dall'omonima cappella sita a Sorrento, poi soppressa; sempre nell'ingresso tre stampe di papi ossia Benedetto XV, Giovanni XXIII e Pio X e una Crocifissione e, poste in delle cornici in legno, gli stemmi dei vescovi e arcivescovi sorrentini, realizzati a tempera su pergamena.
Nella prima sala sono raccolti dipinti a soggetto non religioso, in particolare paesaggi sorrentini o dei dintorni, oltre a una copia di un dipinto di Torquato Tasso, opera di Augusto Moriani, il cui originale è andato perduto. Sono presenti due consolle risalenti alla prima metà del XIX secolo.
La seconda sala ospita i ritratti di alcuni arcivescovi di Sorrento: partendo dalla sinistra, accanto al balcone, Raffaele Pellecchia di Michele di Maio, Carlo Serena di Rosamaria De Rosa del 1970, Giuseppe Giustiniani di Augusto Moriani del 1893, dipinto a figura intera, Paolo Jacuzio e Antonio Zama, realizzato a carboncino. È inoltre presente una Deposizione di Cristo realizzata in sepiolite.
La terza sala custodisce dipinti di vari santi: partendo dalla sinistra, accanto al balcone, Ecce Homo, Addolorata, San Giuda Taddeo, Crocifissione, Sant'Andrea Avellino, San Francesco di Sales, Madonna col Bambino tra i santi Francesco d'Assisi e Antonio da Padova, San Francesco d'Assisi, San Tommaso d'Aquino di Augusto Moriani, San Benedetto da Norcia e un altro San Francesco; tutti i dipinti spaziano dal XVII al XIX secolo. Custodita in una teca in vetro è una rappresentazione della Deposizione di Cristo realizzata con statue simili a pastori del presepe napoletano e risalente alla fine del XVIII secolo.
Segue quindi il salone: il suo aspetto si deve ai lavori realizzati all'inizio del XIX secolo per volere dell'arcivescovo Vincenzo Calà, il quale lo divise in modo da ottenere al suo interno la creazione della cappella palatina; durante questi lavori andarono però perduti gli stemmi dei vescovi che erano affrescati nel salone. Tra i due balconi è posto un caminetto in marmo, sormontato da un'edicola in legno che riproduce un tempio con due colonne, alla cui base sono posti gli stemmi della famiglia Sersale, con capitelli corinzi, timpano spezzato e decorata con motivi vegetali e teste di cherubini: al centro della cornice è la tavolo raffigurante Madonna col Bambino e san Giovannino di Severo Ierace. Nell'angolo a sinistra è una litografia dei primi anni del XIX secolo raffigurante un'Addolorata, mentre nell'angolo opposto una tela del XVIII secolo, Madonna Immacolata tra angeli in gloria. Sulle pareti sono posti due dipinti: a sinistra Madonna delle Grazie tra san Gregorio Magno, san Giacomo Maggiore e offerente, opera di Aert Mytens, conosciuto anche con il nome italianizzato di Rinaldo Fiammingo, mentre a destra Madonna col Bambino tra san Bartolomeo e sant'Antonio Abate di Michele Ragolia. Sulla parete di fondo è l'ingresso alla cappella palatina: ai due lati due ovali raffiguranti, quello a sinistra, San Tommaso d'Aquino e, quello a destra, San Giovanni Crisostomo, mentre su due mensole angolari sono custodite, a sinistra, una statua di San Michele, in alabastro, e, a destra, una scultura lignea di Cristo risorto, in legno policromo. Il mobilio presente risale alla metà del XIX secolo, mentre la pavimentazione si deve all'arcivescovo Carlo Serena, intorno alla metà del XX secolo, il cui stemma è posto al centro del pavimento della sala.

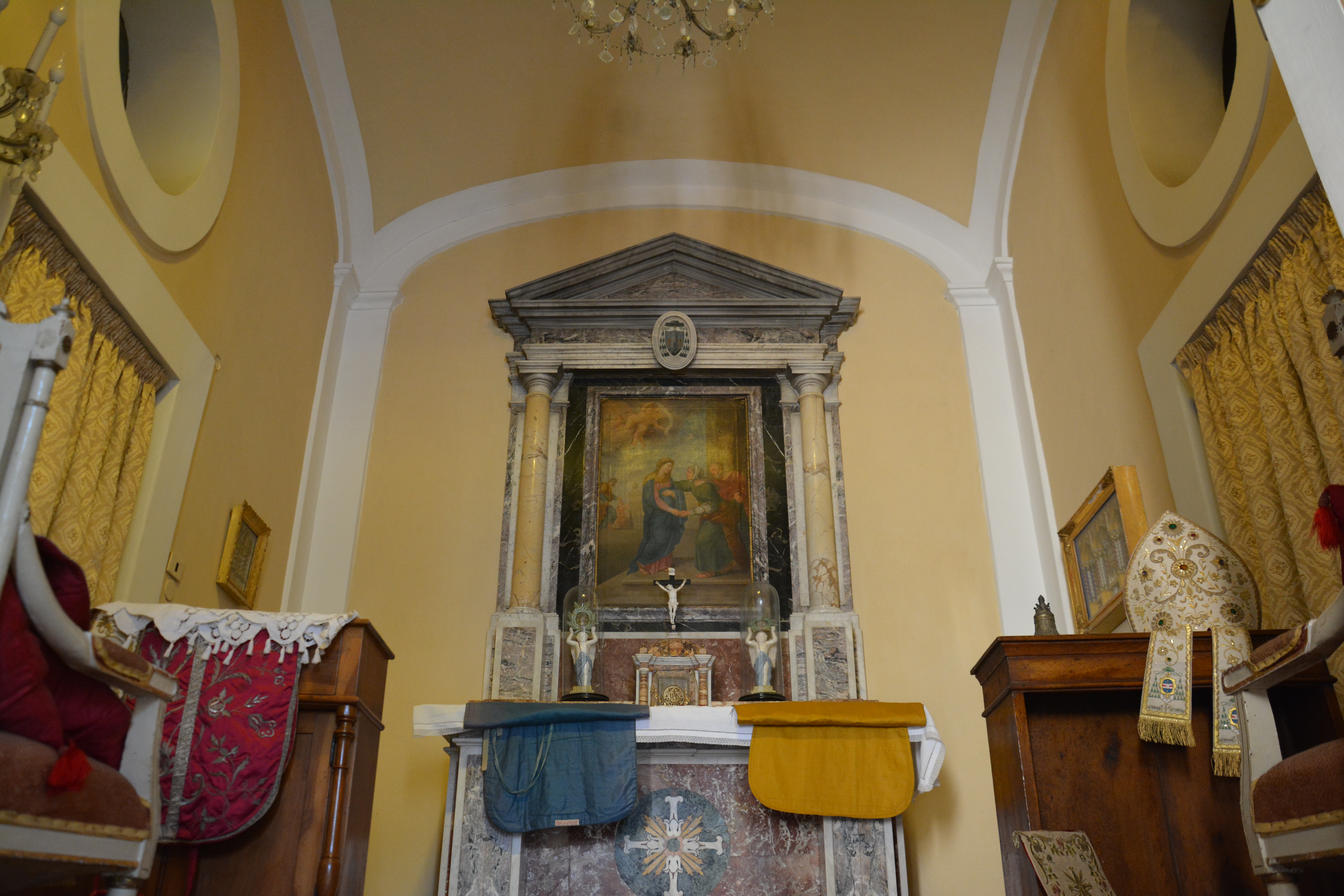
La cappella palatina

La cappella palatina, consacrata dall'arcivescovo Vincenzo Calà nel 1813, è divisa dal salone da una porta a vetrata. Sul altare è posto un dipinto di Luigi Cassetta, Visitazione della beata vergine Maria, del 1817: sulla mensa dell'altare è inciso il giorno di consacrazione della cappella, mentre sul frontone è posto lo stemma del vescovo Calà, il quale provvide anche al disegno della pavimentazione in marmo, raffigurante un gioco di rombi dall'effetto tridimensionale, simile a quello delle abitazioni di epoca romana. Al suo interno sono esposti alcuni reliquiari.
Segue una sala utilizzata come studio del vescovo e poi un'ulteriore piccola sala, ubicata proprio all'interno del campanile, la quale fino agli inizi del XIX secolo fu la cappella privata del vescovo, dedicata a Sant'Antonio da Padova: questa sala dà accesso a una loggia che si affacciata sul corso Italia.
Dalla prima sala, proseguendo verso sinistra si giunge in una sala dove sono raccolte opere di arte moderna: tre tempere di Antonio Asturi, Campanile del duomo di Sorrento, Confessione e Deposizione, e sculture di Domenico Paduano, ossia due bassorilievi raffigurante la Madonna col Bambino, uno San Catello e una scena della Via Crucis.
Si passa in un'altra sala dove è custodito un armadio-altare del XVIII secolo, in legno e decorato in stucco, per uso domestico e cinque disegni a matita realizzati da seminaristi del seminario di Sorrento.

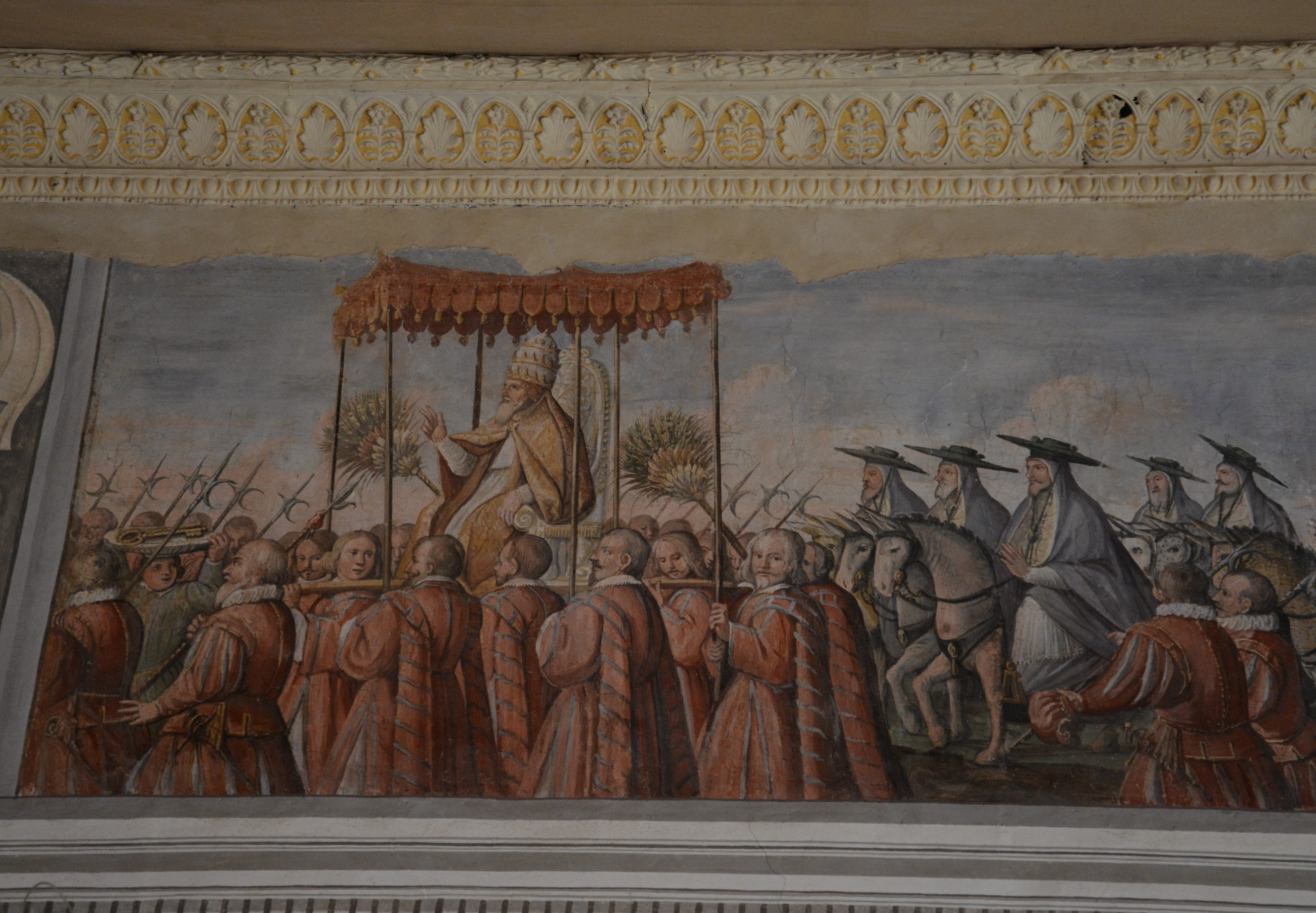
Particolare del ciclo di affreschi della sala San Tommaso

Si giunge alla sala San Tommaso: la stanza, conserva nella parte alta delle pareti, un ciclo di affreschi risalenti alla fine XVI secolo. Il tema dell'opera è una processione eucaristica: sulla parete di fondo sono affrescate delle carrozze, che chiudono il corteo, sulla parete di sinistra dei lancieri a cavallo preceduti da due cavalieri con elmo piumato che si trovano alle spalle di vescovi; segue quindi il papa, sotto un pallio rosso e seduto sulla sedia gestatoria. Sulla parate successiva dei cavalieri di Malta elargiscono monete ai poveri raccolti sul bordo della strada e un corteo di cardinali a cavallo. Sulla parete di destra, su di un carro trainata da un cavallo bianco e sotto un baldacchino rosso è l'ostensorio: questo è preceduto da due portatori di lanterne, da un crucifero a cavallo e un vescovo; chiudono la scena una serie di diaconi, presbiteri e membri del capitolo che entrano in una città fortificata: non si conosce di quale città si tratti, ma si è supposto potesse essere Trento, in quanto l'arcivescovo Pavesi, committente dell'opera, partecipò al concilio che si svolse nella città trentina. In origine il salone era dotato di una soffitta a volta: questa crollo nell'agosto del 1904 a seguito di una tromba d'aria e venne sostituito da un soffitto piano con al centro il dipinto dello stemma dell'arcivescovo Giuseppe Giustiniani.
Inglobato nel palazzo è il campanile: a pianta quadrata e diviso in cinque ordini, doveva essere originariamente in stile romanico, ma poi rimaneggiato nel XVIII secolo. La base, aperta al passaggio pedonale per consentire l'ingresso al cortile della cattedrale e utilizza fino al XIII secolo per le riunioni pubbliche per l'amministrazione della città tra i nobili e i rappresentanti del popolo, conserva materiale di reimpiego di epoca romana come cornici, mensole e colonne.
Sulla facciata del palazzo è posta una meridiana, mentre alle spalle si trova un giardino con alberi di agrumi.